# 7010 Locke
A 7010 Locke (ideiglenes jelöléssel 1987 QH3) a Naprendszer kisbolygóövében található aszteroida. Eric Walter Elst fedezte fel 1987. augusztus 28-án.
Nevét John Locke (1632 – 1704) angol filozófus után kapta.